# Pilophorus piceicola
Pilophorus piceicola är en insektsart som beskrevs av Knight 1926. Pilophorus piceicola ingår i släktet Pilophorus och familjen ängsskinnbaggar. Inga underarter finns listade i Catalogue of Life.